# Ring Lardner
Ring Lardner   (Niles, 6 de març de 1885 - East Hampton, 25 de setembre de 1933) va ser un columnista esportiu nord-americà i escriptor de contes, conegut sobretot pels seus escrits satírics sobre esports, el matrimoni i el teatre.
Els seus contemporanis Ernest Hemingway, Virginia Woolf i F. Scott Fitzgerald professaven una gran admiració per la seva escriptura i l'autor John O'Hara li atribuïa directament la seva comprensió del diàleg.

## Llegat
Els llibres de Lardner van ser publicats per Maxwell Perkins, que també va editar els contemporanis més importants de Lardner, inclòs Fitzgerald que, a diferència de Hemingway, també es va fer amic de Lardner. Tot i que Lardner tenia poca consideració pels seus contes, no en guardava exemplars i va haver d’obtenir còpia de les revistes que els havien publicat per compilar un llibre, va influir en diversos dels seus companys més famosos:
- En alguns aspectes, Lardner va ser el model del tràgic personatge Abe North de l'última novel·la acabada de Fitzgerald, Tender Is the Night (Tendra és la nit).[3]

- Lardner també va influir en Ernest Hemingway, que de vegades va escriure articles per al seu diari de secundària usant el pseudònim Ring Lardner, Jr.[4]

- El do de Lardner per al diàleg va influir molt en l'escriptor John O'Hara, que va dir que llegint Lardner va aprendre "que si anotaves el discurs tal com es parla realment, produeixes autèntics personatges, i també passa el contrari: si els teus personatges no parlen com la gent no són bons personatges" i va afegir, "és l'atribut que més falta als escriptors nord-americans i gairebé totalment absent en els britànics".[5]